# Impactos da pandemia de COVID-19 no futebol
A pandemia de COVID-19 causou uma interrupção no calendário futebolista mundial de 2020, o mais significativo desde a Segunda Guerra Mundial. Ao redor do globo, muitos eventos futebolistas foram cancelados ou adiados.

## Futebol internacional
Em 13 de março de 2020, a Federação Internacional de Futebol (FIFA) anunciou que os clubes não precisavam liberar jogadores para suas equipes nacionais durante as janelas internacionais de transferências em março e abril de 2020, enquanto os jogadores também tinham a opção de recusar uma convocação sem consequências. A FIFA também recomendou que todos os jogos internacionais durante essas janelas fossem adiados, embora a decisão final tenha sido deixada para os organizadores da competição ou associações membros para os jogos amistosos.
Em 28 de março, Premier League da Bielorrússia e Primeira Liga da Nicarágua apenas duas ligas nacionais estavam ocorrendo normalmente.

### Eliminatórias da Copa do Mundo da FIFA
Os jogos de março a junho válidos pelas eliminatórias da Copa do Mundo de 2022 da Ásia foram adiados.
Em 12 de março, a CONMEBOL suspendeu as eliminatórias da Copa do Mundo de 2022.

## Futebol continental

### Seleções

#### África
Em 17 de março a Copa Africana de Nações foi adiada.

#### América do Sul
A Copa América de 2020 foi adiada para 2021.

#### Ásia
O Torneiro Olímpico Feminino da AFC foi adiado.
A Copa Intercontinental da Índia teve as edições de 2020 a 2022 canceladas.

#### Europa
A Eurocopa de 2020 foi adiada para 2021.

### Clubes

#### América do Norte
A Liga dos Campeões da CONCACAF foi suspensa.

#### América do Sul
A CONMEBOL adiou os jogos da Copa Libertadores da América.

#### Ásia
A Liga dos Campeões da Ásia e a Copa AFC foram adiadas.

#### Europa
A Liga dos Campeões da Europa e a Liga Europa, que inicialmente seguiriam o calendário sem a presença de público, foram adiadas. Torneios masculinos e femininos de base sub-17 e sub-19 também foram afetados. No dia seguinte, a UEFA adiou todos os jogos da semana seguinte na Liga dos Campeões da Europa, na Liga Europa e na Liga Jovem da Europa.

### Oceania
Em 9 de março, todos os torneios da Oceania, incluindo fase final da Liga dos Campeões da OFC foram suspensos.

## Futebol nacional

### América do Norte
Na América do Norte, assim como Liga dos Campeões, os campeonatos e copas nacionais da CONCACAF foram suspensas.

### América do Sul
Todos os campeonatos e copas nacionais da CONMEBOL foram suspensos, sendo o Brasil o primeiro a fazer.

#### Brasil
No dia 15 de março de 2020, a Confederação Brasileira de Futebol (CBF) suspendeu todos os torneios nacionais de futebol por tempo indeterminado, incluindo a Copa do Brasil, Campeonatos Brasileiros de Futebol Feminino da Série A1 e A2, Campeonato Brasileiro Sub-17, Copa do Brasil Sub-20, e com a medida começando a valer já na segunda-feira, 16 de março.
No dia 16 de março de 2020, a última rodada da Copa do Nordeste foi suspensa.

### Ásia
Algumas copas nacionais e comemorativas da Ásia foram suspensas em 23 de janeiro.
Na China, a Superliga Chinesa foi adiada como resultado do vírus. Em Hong Kong, o Lunar New Year Cup foi cancelado em 23 de janeiro. Outras ligas da Ásia foram afetadas, incluindo K League da Coreia do Sul e J-League do Japão.
Na Índia, as partidas restantes em I-League foram adiadas e a final da Superliga Indiana foi jogada a portas fechadas.
O campeonato de todos membros da CAFA members foi suspensa.[carece de fontes?]

### Europa
As primeiras divisões de vários países foram suspensas, seguindo os passos da Série A. Os sistemas de copas nacionais e de liga europeias também foram suspensas. O dono do Arsenal e jogadores testaram positivo para o vírus. Em 9 de abril o campeonato belga foi encerrado, com o Brugge sido declarado campeão da temporada.

## Lista de eventos afetados

### Ligas
Lista de ligas de futebol de primeira classe afetadas:

#### Reduzido
| Liga                                            | País                           | Temporada     | Data de início          | Data cancelada      | Campeões (foi premiado) | Fonte  |
| ----------------------------------------------- | ------------------------------ | ------------- | ----------------------- | ------------------- | ----------------------- | ------ |
| Liga Panameña de Fútbol                         | Panamá                         | Apertura 2020 | 25 de janeiro de 2020   | 17 de março de 2020 | Sem título              | [ 50 ] |
| New Zealand Football Championship               | Nova Zelândia                  | 2019–20       | 1 de novembro de 2019   | 18 de março de 2020 | Auckland City           | [ 51 ] |
| Primera División de El Salvador                 | El Salvador                    | Clausura 2020 | 18 de janeiro de 2020   | 20 de março de 2020 | Sem título              | [ 52 ] |
| Liga Nacional de Guatemala                      | Guatemala                      | Clausura 2020 | 17 de janeiro de 2020   | 25 de março de 2020 | Sem título              | [ 53 ] |
| Super League Vrouwenvoetbal                     | Bélgica                        | 2019–20       | 23 de agosto de 2019    | 27 de março de 2020 | RSC Anderlecht          | [ 54 ] |
| Premier League Mauriciano                       | Maurício                       | 2019–20       | 22 de novembro de 2019  | 6 de abril de 2020  | Sem título              | [ 55 ] |
| Campeonato Tcheco de Futebol Feminino           | República Tcheca               | 2019–20       | 17 de agosto de 2019    | 7 de abril de 2020  | Slavia Praha            | [ 56 ] |
| Premier League of Belize                        | Belize                         | 2019–20 C     | 11 de janeiro de 2020   | 18 de abril de 2020 | Sem título              | [ 57 ] |
| I-League                                        | Índia                          | 2019–20       | 30 de novembro de 2019  | 18 de abril de 2020 | Mohun Bagan             | [ 58 ] |
| Eredivisie                                      | Países Baixos                  | 2019–20       | 2 de agosto de 2019     | 24 de abril de 2020 | Sem título              | [ 59 ] |
| Eredivisie Vrouwen                              | Países Baixos                  | 2019–20       | 23 de agosto de 2019    | 24 de abril de 2020 | Sem título              | [ 60 ] |
| Primera División                                | Argentina                      | 2019–20       | 26 de julho de 2019     | 28 de abril de 2020 | Boca Juniors            | [ 61 ] |
| Ligue 1                                         | França                         | 2019–20       | 9 de agosto de 2019     | 28 de abril de 2020 | Paris Saint-Germain     | [ 62 ] |
| Division 1 Féminine                             | França                         | 2019–20       | 24 de agosto de 2019    | 28 de abril de 2020 | Olympique Lyonnais      | [ 63 ] |
| Divisão Nacional Luxemburguês                   | Luxemburgo                     | 2019–20       | 3 de agosto de 2019     | 28 de abril de 2020 | Sem título              | [ 64 ] |
| Liga Nacional de Fútbol Profesional de Honduras | Honduras                       | Clausura 2020 | 10 de janeiro de 2020   | 29 de abril de 2020 | Sem título              | [ 65 ] |
| Girabola                                        | Angola                         | 2019–20       | Novembro de 2019        | 30 de abril de 2020 | Sem título              | [ 66 ] |
| Gibraltar National League                       | Gibraltar                      | 2019–20       | 12 de agosto de 2019    | 1 de maio de 2020   | Sem título              | [ 67 ] |
| Guinée Championnat National                     | Guiné                          | 2019–20       | Outubro de 2019         | 1 de maio de 2020   | Sem título              | [ 68 ] |
| Premier League Queniano                         | Quênia                         | 2019–20       | 2019                    | 1 de maio de 2020   | Gor Mahia               | [ 69 ] |
| Premier League Nigerino                         | Níger                          | 2019–20       | 2019                    | 4 de maio de 2020   | Sem título              | [ 70 ] |
| Burkinabé Premier League                        | Burkina Faso                   | 2019–20       | 16 de agosto de 2019    | 5 de maio de 2020   | Sem título              | [ 71 ] |
| Premier League Congolês                         | República do Congo             | 2019–20       | 5 de outubro de 2019    | 5 de maio de 2020   | AS Otohô                | [ 72 ] |
| Premier League Etíope                           | Etiópia                        | 2019–20       | Novembro de 2019        | 5 de maio de 2020   | Sem título              | [ 73 ] |
| Primeira Divisão Liberiano                      | Libéria                        | 2020          | 29 de dezembro de 2019  | 4 de maio de 2020   | Sem título              | [ 74 ] |
| Primera División de Fútbol Femenino             | Espanha                        | 2019–20       | 7 de setembro de 2019   | 6 de maio de 2020   | Barcelona               | [ 75 ] |
| Elite One                                       | Camarões                       | 2020          | 2020                    | 12 de maio de 2020  | PWD Bamenda             | [ 76 ] |
| Linafoot                                        | República Democrática do Congo | 2019–20       | 15 de agosto de 2019    | 13 de maio de 2020  | TP Mazembe              | [ 77 ] |
| Jupiler Pro League                              | Bélgica                        | 2019–20       | 26 de julho de 2019     | 15 de maio de 2020  | Club Brugge             | [ 78 ] |
| Primeira Divisão Cipriota                       | Chipre                         | 2019–20       | 23 de agosto de 2019    | 15 de maio de 2020  | Sem título              | [ 79 ] |
| Ligue 1 Taitiano                                | Taiti                          | 2019–20       | 27 de setembro de 2019  | 16 de maio de 2020  | Pirae                   | [ 80 ] |
| Premier League de Bangladesh                    | Bangladesh                     | 2020          | 13 de fevereiro de 2020 | 17 de maio de 2020  | Sem título              | [ 81 ] |
| Maltese Premier League                          | Malta                          | 2019–20       | 23 de agosto de 2019    | 18 de maio de 2020  | Floriana                | [ 82 ] |
| Scottish Premiership                            | Escócia                        | 2019–20       | 3 de agosto de 2019     | 18 de maio de 2020  | Celtic                  | [ 83 ] |
| Cymru Premier                                   | País de Gales                  | 2019–20       | 16 de agosto de 2019    | 19 de maio de 2020  | Connah's Quay Nomads    | [ 84 ] |
| Uganda Premier League                           | Uganda                         | 2019–20       | 2019                    | 20 de maio de 2020  | Vipers                  | [ 85 ] |
| FUFA Women Super League                         | Uganda                         | 2019–20       | 2019                    | 20 de maio de 2020  | Sem título              | [ 86 ] |
| GFA League First Division                       | Gâmbia                         | 2019–20       | 6 de dezembro de 2019   | 21 de maio de 2020  | Sem título              | [ 87 ] |
| South Sudan Football Championship               | Sudão do Sul                   | 2020          | 20 de fevereiro de 2020 | 21 de maio de 2020  | Sem título              | [ 88 ] |
| Liga MX                                         | México                         | Clausura 2020 | 10 de janeiro de 2020   | 22 de maio de 2020  | Sem título              | [ 89 ] |
| Liga MX Femenil                                 | México                         | Clausura 2020 | 4 de janeiro de 2020    | 22 de maio de 2020  | Sem título              | [ 89 ] |
| Rwanda Premier League                           | Ruanda                         | 2019–20       | 4 de outubro de 2019    | 22 de maio de 2020  | APR                     | [ 87 ] |
| FA Women's Super League                         | Inglaterra                     | 2019–20       | 7 de setembro de 2019   | 25 de maio de 2020  | Chelsea                 | [ 90 ] |
| Championnat National Togolaise                  | Togo                           | 2019–20       | 6 de outubro de 2019    | 26 de maio de 2020  | ASKO Kara               | [ 91 ] |
| Premier League Libanês                          | Líbano                         | 2019–20       | 20 de setembro de 2019  | 28 de maio de 2020  | Sem título              | [ 92 ] |
| Premijer liga                                   | Bósnia e Herzegovina           | 2019–20       | 20 de julho de 2019     | 1 de junho de 2020  | Sarajevo                | [ 93 ] |
| Iraqi Premier League                            | Iraque                         | 2019–20       | 18 de setembro de 2019  | 3 de junho de 2020  | Sem título              | [ 94 ] |
| Primeira Liga de Futebol Macedônia              | Macedônia do Norte             | 2019–20       | 11 de agosto de 2019    | 4 de junho de 2020  | Sem título              | [ 95 ] |

#### Adiados
| Liga                                       | País                    | Temporada     | Data original                                    | Data adiada             | Data termino            | Fonte   |
| ------------------------------------------ | ----------------------- | ------------- | ------------------------------------------------ | ----------------------- | ----------------------- | ------- |
| Philippines Football League                | Filipinas               | 2020          | Maio de 2020 (start date)                        | 13 de março de 2020     | ASA                     | [ 96 ]  |
| K League 1                                 | Coreia do Sul           | 2020          | 29 de fevereiro – 4 de outubro de 2020           | 24 de fevereiro de 2020 | 8 de maio de 2020       | [ 97 ]  |
| Premier League Faroês                      | Ilhas Faroé             | 2020          | 8 de março de 2020 – 7 de novembro de 2020       | 8 de março de 2020      | 9 de maio de 2020       | [ 98 ]  |
| Bundesliga                                 | Alemanha                | 2019–20       | 16 de agosto de 2019 – 27 de junho de 2020       | 13 de março de 2020     | 16 de maio de 2020      | [ 99 ]  |
| Liga FPD                                   | Costa Rica              | Clausura 2020 | 11 de janeiro de 2020 – 17 ou 31 de maio de 2020 | 18 de março de 2020     | 19 de maio de 2020      | [ 100 ] |
| Meistriliiga                               | Estônia                 | 2020          | 6 de março de 2020 – 7 de novembro de 2020       | 8 de março de 2020      | 19 de maio de 2020      | [ 101 ] |
| Nemzeti Bajnokság I                        | Hungria                 | 2019–20       | 21 de julho de 2019 – Maio de 2020               | 16 de março de 2020     | 17 de maio de 2020      | [ 102 ] |
| Superliga Dinamarquês                      | Dinamarca               | 2019–20       | 12 de julho de 2019 – 24 de maio de 2020         | 12 de março de 2020     | 29 de maio de 2020      | [ 103 ] |
| Frauen-Bundesliga                          | Alemanha                | 2019–20       | 17 de agosto de 2019 – 17 de maio de 2020        | 16 de março de 2020     | 29 de maio de 2020      | [ 104 ] |
| Ekstraklasa                                | Polônia                 | 2019–20       | 12 de julho de 2019 – 17 de maio de 2020         | 13 de março de 2020     | 29 de maio de 2020      | [ 105 ] |
| Superliga Sérvia                           | Sérvia                  | 2019–20       | 19 de julho de 2019 – Maio de 2020               | 15 de março de 2020     | 30 de maio de 2020      | [ 106 ] |
| Premier League Ucraniana                   | Ucrânia                 | 2019–20       | 28 de julho de 2019 – Maio de 2020               | 17 de março de 2020     | 30 de maio de 2020      | [ 107 ] |
| Kategoria Superiore                        | Albânia                 | 2019–20       | 23 de agosto de 2019 – Maio de 2020              | 12 de março de 2020     | 3 de junho de 2020      | [ 108 ] |
| Primeira Liga                              | Portugal                | 2019–20       | 9 de agosto de 2019 – 17 de maio de 2020         | 12 de março de 2020     | 3 de junho de 2020      | [ 109 ] |
| First Professional Football League Búlgara | Bulgária                | 2019–20       | 12 de julho de 2019 – Maio de 2020               | 13 de março de 2020     | 5 de junho de 2020      | [ 110 ] |
| First Football League Croata               | Croácia                 | 2019–20       | 19 de julho de 2019 – Maio de 2020               | 12 de março de 2020     | 6 de junho de 2020      | [ 111 ] |
| La Liga                                    | Espanha                 | 2019–20       | 16 de agosto de 2019 – 24 de maio de 2020        | 12 de março de 2020     | 11 de junho de 2020     | [ 112 ] |
| Liga I                                     | Romênia                 | 2019–20       | 12 de julho de 2019 – Junho de 2020              | 12 de março de 2020     | 12 de junho de 2020     | [ 113 ] |
| First Football League Eslovaca             | Eslováquia              | 2019–20       | 20 de julho de 2019 – 24 de maio de 2020         | 12 de março de 2020     | 13 de junho de 2020     |         |
| Allsvenskan                                | Suécia                  | 2020          | 4 de abril de 2020 – 8 de novembro de 2020       | 19 de março de 2020     | 14 de junho de 2020     | [ 114 ] |
| Eliteserien                                | Noruega                 | 2020          | 4 de abril de 2020 – 29 de novembro de 2020      | 12 de março de 2020     | 16 de junho de 2020     | [ 115 ] |
| Premier League                             | Inglaterra              | 2019–20       | 9 de agosto de 2019 – 17 de maio de 2020         | 13 de março de 2020     | 17 de junho de 2020     | [ 116 ] |
| Serie A                                    | Itália                  | 2019–20       | 24 de julho de 2019 – 24 de maio de 2020         | 9 de março de 2020      | 20 de junho de 2020     | [ 117 ] |
| Veikkausliiga                              | Finlândia               | 2020          | 3 de abril de 2020 – 1 de setembro de 2020       | 13 de março de 2020     | 1 de julho de 2020      | [ 118 ] |
| J1 League                                  | Japão                   | 2020          | 21 de fevereiro – 5 de dezembro de 2020          | 25 de fevereiro de 2020 | 4 de julho de 2020      | [ 119 ] |
| Major League Soccer                        | Estados Unidos e Canadá | 2020          | 29 de fevereiro – 7 de novembro de 2020          | 12 de março de 2020     | 8 de julho de 2020      | [ 120 ] |
| Brasileirão Assaí – Série A                | Brasil                  | 2020          | 2 de maio de 2020 – 6 de dezembro de 2020        | 8 de agosto de 2020     | 24 de fevereiro de 2021 | [ 121 ] |

### Torneiro

#### Cancelado
| Torneiro                       | País-sede     | Data original         | Data cancelada      | Fonte |
| ------------------------------ | ------------- | --------------------- | ------------------- | ----- |
| Copa das Nações da OFC de 2020 | Nova Zelândia | 6–20 de junho de 2020 | 21 de abril de 2020 |       |